# Copa da França de Ciclismo
A Copa da França de Ciclismo é uma competição profissional de ciclismo de estrada que se celebra anualmente na França.
Reúne numa classificação as corridas de um dia mais importantes que se celebram em território francês, parecido à já desaparecida Copa do Mundo de Ciclismo. Fazem parte da classificação todos os ciclistas que têm contrato com equipas ciclistas franceses estabelecendo um sistema de pontuação em função da posição conseguida em cada clássica e a partir daí se cria a classificação.
A prova também se disputa por equipas, onde participam somente as equipas francesas. Contabilizam-se em cada corrida os pontos dos três primeiros classificados de cada equipa e através desses pontos estabelece-se a classificação.
A Copa consta dentre 14 e 16 corridas de um dia que têm variado durante as diferentes edições da prova. Desde a criação dos Circuitos Continentais da UCI em 2005 estas provas são as corridas francesas de categoria 1.pro e 1.1 do UCI Europe Tour, excepto as que declinam estar nesta competição. Por isso esta copa tem bem mais prestigio que outras copa nacionais ao ser todas as provas profissionais e ao poder participar todas as equipas profissionais, incluídos os WorldTeam.
Celebra-se ininterruptamente desde 1992. O primeiro ganhador foi o ciclista Jean Cyril Robin e o ciclista com mais vitórias é o francês Samuel Dumoulin com três títulos.

## Sistema de pontos

### Classificação individual
| Posição | 1  | 2  | 3  | 4  | 5  | 6  | 7  | 8  | 9  | 10 | 11 | 12 | 13 | 14 | 15 |
| Pontos  | 50 | 35 | 25 | 20 | 18 | 16 | 14 | 12 | 10 | 8  | 6  | 5  | 3  | 3  | 3  |

### Classificação por equipas
| Posição | 1  | 2 | 3 | 4 | 5 | 6 | 7 | 8 | 9 |
| Pontos  | 12 | 9 | 8 | 7 | 6 | 5 | 4 | 3 | 2 |

## Palmarés
| Ano  | Vencedor             | Pontos | Segundo             | Pontos | Terceiro            | Pontos | Melhor equipa                |
| ---- | -------------------- | ------ | ------------------- | ------ | ------------------- | ------ | ---------------------------- |
| 1992 | Jean Cyril Robin     | 115    | Bruno Cornillet     | 80     | Laurent Desbiens    | 78     | Z                            |
| 1993 | Thierry Claveyrolat  | 210    | François Simon      | 105    | Eddy Seigneur       | 104    | Gan                          |
| 1994 | Ronan Pensec         | 130    | Richard Virenque    | 117    | Laurent Brochard    | 101    | Castorama                    |
| 1995 | Armand de las Cuevas | 68     | Richard Virenque    | 67     | Christophe Mengin   | 65     | Gan                          |
| 1996 | Stéphane Heulot      | 140    | Laurent Jalabert    | 116    | Nicolas Jalabert    | 89     | Gan                          |
| 1997 | Nicolas Jalabert     | 173    | Laurent Roux        | 126    | Richard Virenque    | 73     | Française des Jeux           |
| 1998 | Pascal Lino          | 154    | Pascal Hervé        | 122    | Laurent Desbiens    | 120    | Casino                       |
| 1999 | Jaan Kirsipuu        | 187    | Pascal Chanteur     | 119    | Patrice Halgand     | 70     | Française des Jeux           |
| 2000 | Patrice Halgand      | 169    | Laurent Brochard    | 161    | Jaan Kirsipuu       | 122    | Crédit Agricole              |
| 2001 | Laurent Brochard     | 239    | Florent Brard       | 147    | Jaan Kirsipuu       | 126    | Jean Delatour                |
| 2002 | Franck Bouyer        | 136    | Laurent Lefèvre     | 100    | Cédric Vasseur      | 85     | Bonjour                      |
| 2003 | Jaan Kirsipuu        | 122    | Nicolas Vogondy     | 112    | Sylvain Chavanel    | 103    | Brioches La Boulangère       |
| 2004 | Thor Hushovd         | 199    | Pierrick Fédrigo    | 135    | Jérôme Pineau       | 111    | Crédit Agricole              |
| 2005 | Philippe Gilbert     | 162    | Ludovic Turpin      | 108    | Pierrick Fédrigo    | 65     | Française des Jeux           |
| 2006 | Lloyd Mondory        | 119    | Lilian Jégou        | 108    | Jimmy Casper        | 85     | Bouygues Telecom             |
| 2007 | Sébastien Chavanel   | 128    | Rémi Pauriol        | 102    | Yann Huguet         | 95     | Crédit Agricole              |
| 2008 | Jérôme Pineau        | 148    | David Le Lay        | 114    | Frédéric Guesdon    | 96     | Française des Jeux           |
| 2009 | Jimmy Casper         | 193    | Romain Feillu       | 100    | Anthony Geslin      | 96     | Française des Jeux           |
| 2010 | Leonardo Duque       | 145    | Florian Vachon      | 144    | Jonathan Hivert     | 130    | Bretagne-Schuller            |
| 2011 | Tony Gallopin        | 139    | Romain Feillu       | 124    | Sylvain Georges     | 93     | FDJ                          |
| 2012 | Samuel Dumoulin      | 232    | Julien Simon        | 159    | Laurent Pichon      | 94     | Bretagne-Schuller            |
| 2013 | Samuel Dumoulin      | 155    | Bryan Coquard       | 149    | Anthony Geslin      | 128    | Fdj.fr                       |
| 2014 | Julien Simon         | 194    | Samuel Dumoulin     | 121    | Yauheni Hutarovich  | 118    | Bretagne-Séché Environnement |
| 2015 | Nacer Bouhanni       | 178    | Baptiste Planckaert | 172    | Pierrick Fédrigo    | 151    | Bretagne-Séché Environnement |
| 2016 | Samuel Dumoulin      | 348    | Baptiste Planckaert | 330    | Romain Feillu       | 123    | HP BTP-Auber93               |
| 2017 | Laurent Pichon       | 228    | Nacer Bouhanni      | 169    | Flavien Dassonville | 101    | Fortuneo-Oscaro              |
| 2018 | Hugo Hofstetter      | 151    | Samuel Dumoulin     | 121    | Christophe Laporte  | 103    | Cofidis, Solutions Crédits   |
| 2019 | Marc Sarreau         | 211    | Benoît Cosnefroy    | 170    | Andrea Vendrame     | 102    | AG2R La Mondiale             |
| 2020 | Nacer Bouhanni       | 125    | Benoît Cosnefroy    | 85     | Josef Černý         | 64     | AG2R La Mondiale             |
| 2021 | Dorian Godon         | 191    | Elia Viviani        | 175    | Valentin Madouas    | 138    | AG2R Citroën                 |

## Palmarés por países
| País     | Vitórias |
| -------- | -------- |
| França   | 25       |
| Estónia  | 2        |
| Noruega  | 1        |
| Bélgica  | 1        |
| Colômbia | 1        |

## Corridas sem pontuação
As seguintes corridas já não pontuam para a Copa da França de Ciclismo:
- Châteauroux Classic de l'Indre-Trophée Fenioux
- Clássica Haribo
- Grand Prix de Villers-Cotterêts
- Clássica dos Alpes
- La Côte Picarde
- Boucles de Seine Saint-Denis
- Grande Prêmio de Plouay
- Polymultipliée de l'Hautil
- Tour de Haut Var
- Grande Prêmio da Villa de Rennes
- Paris-Bourges
- Troféu dos Escaladores
- Flèche d’Emeraude
- Grand-Prix de Plouay
- La Classique Morbihan